# Inochi ni Kirawarete iru.
"Inochi ni Kirawarete iru." (命に嫌われている。) là một bài hát vocaloid do Kanzaki Iori viết và sáng tác. Nhạc phẩm sử dụng chương trình Hatsune Miku của Vocaloid. Bản nhạc phát hành trên Niconico Douga vào ngày 6 tháng 8 năm 2017 và trên YouTube vào ngày 30 tháng 9 năm 2017.

## Nội dung
Lời bài hát của nhạc phẩm không chứa đựng những câu chữ khuyến khích bất cứ ai, mà bắt đầu bằng việc bác bỏ những lời lẽ ấy. Tiếp nối, lời bài hát khắc họa sự mâu thuẫn giữa việc thờ ơ trước tổn thương của người khác và tận hưởng từng ngày cho riêng mình, đồng thời đặt ra vấn đề nếu bản thân không tôn trọng cuộc sống thì sẽ phải chịu cuộc sống ghét bỏ. Nhân vật chính "chúng ta" tiếp tục đấu tranh trong hoàn cảnh cuộc sống ghét bỏ, và tô vẻ cách chúng ta sống một cách tuyệt vọng.

## Phát hành
Bài hát ra mắt trên Niconico Douga vào ngày 6 tháng 8 năm 2017 và trên YouTube vào ngày 30 tháng 9 năm 2017. Đây là nhạc phẩm đầu tiên của Kanzaki Iori được vinh danh trong Hall of Fame (1 triệu lượt xem trên Niconico Douga). JOYSOUND phát hành bản nhạc vào ngày 26 tháng 12 năm 2018.